# 佩罗巴尔
佩罗巴尔是巴西巴拉那州的一个市镇。总面积406.707平方公里，总人口5179人，人口密度12.7人/平方公里。